# Улица Дулата Али (Казань)
Улица Дулата Али (тат. Дулат-Али урамы, Dulat-Ali uramı) — улица в историческом районе Ново-Татарская слобода Вахитовского района Казани. Названа в честь революционера и жителя Ново-Татарской слободы Махмуда Дулат-Али. 

## География
Начинаясь от улицы Камиля Якуба, заканчивается пересечением с улицей Мазита Гафури.
До последней четверти XX века пересекалась с улицей Меховщиков, а до середины XX века — с улицей Исымсыз.

## История
Улица возникла не позднее 1-й половины XIX века. До революции носила название 2-я Поперечная или 2-я Поперечно-Симбирская и относилась к 5-й полицейской части г. Казани. Во второй половине 1920-х гг. улица была переименована в улицу Куль урам. В раннесоветский период являлась улицей, связывавшей город (Ново-Татарскую слободу) с Бакалдой.
На 1939 год на улице имелось около 50 домовладений: №№ 1/30–49 по нечётной стороне и №№ 2/28–44/23 по чётной.
В середине 1950-х годов часть домов на улице была перенесена в связи с попаданием в зону затопления Куйбышевского водохранилища.
9 июня 1970 года получила современное название.
В первые годы советской власти административно относилась к 5-й части города; после введения в городе административных районов относилась к Сталинскому (с 1956 года Приволжскому, 1935–1973), Бауманскому (1973–1994) и Вахитовскому (с 1994 года) районам.